# Wake the Dead
Wake the Dead – drugi studyjny album zespołu Comeback Kid wydany przez Victory Records 22 lutego 2005 roku. Materiał zarejestrowano w „Blasting Room” w Fort Collins w stanie Kolorado. Nad płytą pracowano tylko przez 13 dni października 2004 roku. Producentem albumu są Bill Stevenson i Jason Livermore. Masteringiem zajął się Alan Douches. Na krążku znajduje się 11 hardcorowych utworów. Tytułowy utwór „Wake the Dead” znalazł się w grze komputerowej Burnout Revenge.

## Lista utworów
1. „False Idols Fall” (2:38)
2. „My Other Side” (2:18)
3. „Wake the Dead” (3:17)
4. „The Trouble I Love” (1:52)
5. „Talk Is Cheap” (1:54)
6. „Partners in Crime” (2:22)
7. „Our Distance” (1:52)
8. „Bright Lights Keep Shining” (2:21)
9. „Falling Apart” (2:22)
10. „Losing Patience” (2:16)
11. „Final Goodbye” (2:34)

## Członkowie zespołu
- Scott Wade – śpiew
- Andrew Neufield – gitara elektryczna i śpiew
- Jeremy Hiebert – gitara elektryczna
- Kyle Profeta – perkusja
- Kevin Call – gitara basowa

Kevin Call nie pracował nad albumem, zamiast niego na basie zagrał Andrew Neufield.